# Torsten Verrel

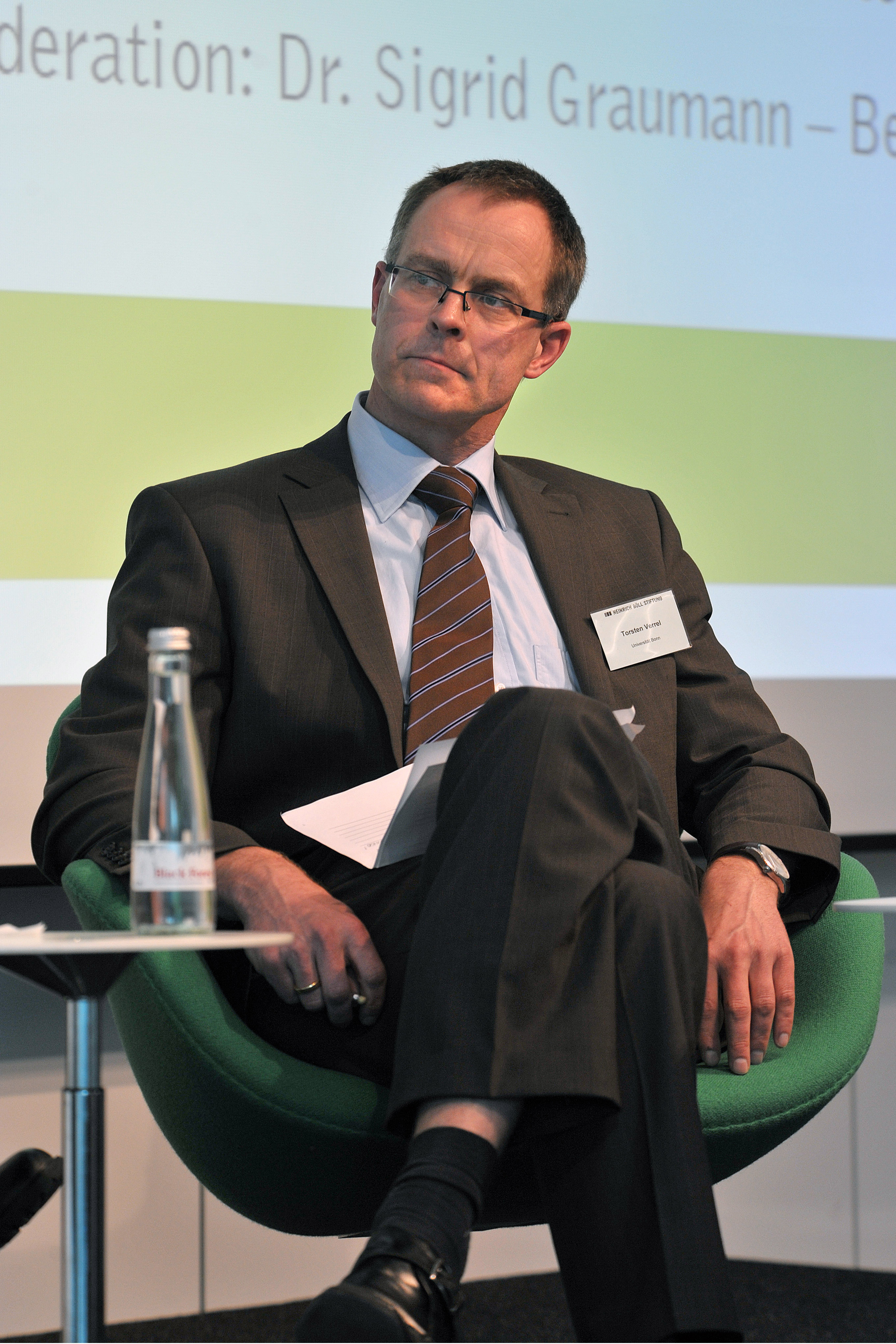
Torsten Verrel (2011)

Torsten Verrel (* 1961 in Lübbecke/Westfalen) ist ein deutscher Rechtswissenschaftler und Kriminologe. Er lehrt als Professor an der Universität Bonn.

## Leben
Verrel studierte von 1982 bis 1987 Rechtswissenschaften an der Universität Marburg und der Universität Göttingen und legte beide Staatsexamen ab. Er wurde 1994 mit einer empirischen Studie zur Schuldfähigkeitsbegutachtung bei Tötungsdelikten promoviert. 
Von 1995 bis 2003 war Verrel Wissenschaftlicher Assistent an der Universität München und habilitierte sich dort 2001. Seine Habilitationsschrift Selbstbelastungsfreiheit im Strafverfahren – Ein Beitrag zur Konturierung eines überdehnten Verfahrensgrundsatzes wurde 2002 mit dem Habilitationspreis der Münchner Ludwig-Maximilians-Universität ausgezeichnet. 
Nach Lehrstuhlvertretungen an der Universität Bielefeld und der Universität Bonn wurde Verrel 2003 Professor und Direktor des Kriminologischen Seminars an der Universität Bonn.
Verrel beschäftigt sich in seinen Publikationen schwerpunktmäßig mit den rechtlichen Aspekten von Sterbehilfe und Sterbebegleitung sowie mit dem Themenkomplex Jugendkriminalität.
Als Gutachter des Juristentags 2006 sprach sich Verrel für klarere und eindeutigere Regelungen zum Themenkomplex der Sterbehilfe und -begleitung aus.

## Schriften (Auswahl)
- Schuldfähigkeitsbegutachtung und Strafzumessung bei Tötungsdelikten. Eine empirische Untersuchung zur Bedeutung des psychowissenschaftlichen Sachverständigen im Strafverfahren (= Neue kriminologische Studien 14). Fink Wilhelm GmbH + Co.KG, München 1998, ISBN 3-7705-2979-0 (Zugleich: Göttingen, Univ., Diss., 1993).
- Die Selbstbelastungsfreiheit im Strafverfahren. Ein Beitrag zur Konturierung eines überdehnten Verfahrensgrundsatzes. C. H. Beck, München 2001, ISBN 3-406-48182-5 (Zugleich: München, Univ., Habil.-Schr., 2001).
- Patientenautonomie und Strafrecht bei der Sterbebegleitung. Gutachten C für den 66. Deutschen Juristentag (= Verhandlungen des Sechsundsechzigsten Deutschen Juristentages. Teil C, Bd. 1: Gutachten). Beck, München 2006, ISBN 3-406-54730-3.
- Mit anderen: Die Freiheit zu sterben. Selbstbestimmung durch Sterbehilfe und Patientenverfügungen. Heinrich-Böll-Stiftung, Berlin 2007, ISBN 978-3-927760-62-2.